# Peter Tsai
Peter Tsai (蔡秉燚; Distretto di Qingshui, 6 febbraio 1952) è un ingegnere chimico taiwanese naturalizzato statunitense, ricercatore nel campo della scienza dei materiali, meglio conosciuto per aver inventato e brevettato il filtro della maschera N95.
È esperto nel campo del "tessuto non tessuto". Tsai era professore emerito presso l'Università del Tennessee, ma ha concluso il suo pensionamento durante la pandemia di COVID-19 per fare ricerche sulla sterilizzazione della maschera N95.

## Biografia

### Studi
Peter Tsai è nato nel distretto di Qingshui di Taichung. Ha studiato ingegneria delle fibre chimiche presso il Provincial Taipei Institute of Technology, ora noto come National Taipei University of Technology. Dopo la laurea, Tsai ha lavorato a Taiwan per un po', quindi si è trasferito negli Stati Uniti per studiare alla Università statale del Kansas nel 1981.

### Carriera scientifica
Dopo aver ottenuto il dottorato in scienze dei materiali, Tsai si è trasferito all'Università del Tennessee. Nel 1992 lui e il suo team hanno inventato il filtro della maschera N95. Tale materiale è costituito da cariche sia positive che negative, che sono in grado di attrarre particelle (come polvere, batteri e virus) e bloccarne il 95 % mediante polarizzazione prima che le particelle possano passare attraverso la maschera. La tecnologia ha ricevuto il brevetto statunitense nel 1995.